# یواس‌اس آر-۴ (اس‌اس-۸۱)
یواس‌اس آر-۴ (اس‌اس-۸۱) (به انگلیسی: USS R-4 (SS-81)) یک زیردریایی بود که طول آن ۱۸۶ فوت ۲ اینچ (۵۶٫۷۴ متر) بود. این زیردریایی در سال ۱۹۱۸ ساخته شد.